# Pierre Farnèse (1310-1363)
Pour les articles homonymes, voir Pierre Farnèse (homonymie).
Pierre Farnèse (en italien Pietro Farnese) connu aussi comme Piero de Farneto ou Petruccio di Cola (né vers 1310 – mort à San Miniato le 20 juin 1363) est un condottiere italien du XIVe siècle, qui fut coseigneur de Farnese, Canino, Ischia et Cellere, capitaine de l'armée pontificale et capitaine général de l'armée florentine.

## Biographie
Il existe peu d'information sur la jeunesse de Pietro Farnèse. À Orvieto en 1338 avec son père Nicola, il se range au côté des  Monaldeschi della Vipera contre les Monaldeschi della Cervara et est déclaré rebelle. 
À son retour à Orvieto, en  1345, il devient capitaine général de l'armée et commande 5 000 fantassins lors du siège de  Castiglion Fiorentino. 
En 1352 il s'allie avec les Monaldeschi della Cervara pour rentrer dans Orvieto dont la seigneurie a été cédée au pérugiens de Guido Orsini en 1348. En février de cette même année, avec Cataluccio da Bisenzio, il réussit à entrer dans la ville où il tue  Benedetto Monaldeschi della Vipera, mais est repoussé par une contre-attaque de Pepo Monaldeschi del Cane. 
En 1354, il se met au service du cardinal Egidio Albornoz à Milan pour combattre le rebelle gibelin Barnabé Visconti. En novembre 1355, il est nommé capitaine de l'armée pontificale et il reçoit, dans la  Marche d'Ancône, la moitié du fief d'Onano. 
En 1359, toujours au service de Albornoz, il dirige les opérations contre Forlì et Forlimpopoli, qui sont enlevées au mois de juillet. L’année suivante Giovanni Visconti d'Oleggio, seigneur de  Bologne, entre en guerre avec  Barnabé Visconti, mais ne pouvant le vaincre, il cède la ville à Albornoz qui envoie Pietro Farnese en prendre possession. 
En 1361,  il doit procéder à la récupération de Lugo, Bagnacavallo et Solarolo mais en juin il est obligé de retourner défendre Bologne, menacée de nouveau par Barnabé. Le mois suivant, les armées de Visconti sont vaincues.. 
En 1362, le sénat de Rome lui envoie des Florentins pour l'aider, ceux-ci le nomment capitaine de l'armée pour combattre les pisans. Le condottiere engage une bataille décisive, bat les Pisans lors de la victoire de Bagno a Vena et fait une entrée triomphale dans  Florence. La ville commande à  Jacopo Ortagna un monument commémoratif pour Santa Maria del Fiore afin de le remercier. 
En 1363 à Castelfiorentino, il est atteint par la peste et meurt. La commune l'honore alors d'une tombe dotée d'un groupe équestre en bois polychrome, aujourd'hui disparu. Dix sept ans plus tard, les ouvriers de la Cathédrale de Santa Reparata chargent les peintres Angelo et Giuliano Gaddi d'orner de peintures la sépulture de Pietro Farnèse.